# 黃璽君
黃璽君 （1952年5月26日—）女，籍贯不详，2019年9月30日卸任中华民国司法院大法官。
　

## 生平
黃璽君是國立中興大學法商學院（今國立台北大學）法律學系學士。民国64年至69年（1975年至1980年），任財政部臺北市國稅局稅務員。民国65年（1976年），律師高等考試及格。民国69年至78年（1980年至1989年），先後在臺灣彰化地方法院、臺灣桃園地方法院、臺灣基隆地方法院任候補推事、推事。民国78年至80年（1989年至1991年），历任臺灣宜蘭地方法院、臺灣臺北地方法院士林分院法官兼庭長。民国80年至86年（1991年至1997年），任臺灣高等法院法官。民国86年至100年（1997年至2011年），任最高行政法院法官。民国100年（2011年），出任最高行政法院法官兼庭長。
2011年，最高行政法院法官兼庭長黃璽君被提名为司法院大法官。2011年6月14日，立法院行使大法官同意权，4位大法官被提名人湯德宗、黃璽君、羅昌發、陳碧玉全数获得通过。2011年6月17日，马英九发布总统令，特任陈碧玉、黄玺君、罗昌發、汤德宗为司法院大法官。自2011年10月1日起，这四人正式出任司法院大法官，任期自2011年10月1日至2019年9月30日止。
2017年 獲第十七屆國立臺北大學傑出校友。

## 家庭
黃璽君单身。